# Palazzo Lensi Nencioni
Palazzo Lensi Nencioni è un edificio storico di Firenze, situato in piazza de' Mozzi, 3 angolo via de' Bardi 2-4-6. 

## Storia
L'edificio ha una storia strettamente legata a quella del palazzo Nasi, contiguo su piazza de' Mozzi (n. 4) e, nella sua attuale configurazione, è databile tra la fine del Quattrocento e gli inizi del secolo successivo. Proprietà della famiglia Nasi alla fine del Quattrocento, presentava presumibilmente a questa data un fronte omogeneo con quello del palazzo confinante, di stessa proprietà e non ancora interessato dalla riconfigurazione della facciata attuata circa un secolo dopo. La scansione del prospetto presenta infatti strette analogie con quella di tutto il fronte sulla piazza. 
A questa data il portale bugnato attualmente segnato con il numero 3 costituiva quasi sicuramente l'ingresso principale, mentre gli altri su via de' Bardi consentivano l'accesso a magazzini o comunque si proponevano come accessi di servizio; le finestre al piano terreno sono invece da ricondurre a un intervento della fine del Cinquecento. 
Il rifacimento voluto dagli Scarlatti alla residenza limitrofa tra la fine del Cinquecento e l'inizio del Seicento determinò la rottura di questa unitarietà e probabilmente una divisione degli spazi interni. Con il passaggio ai Torrigiani, la proprietà venne nuovamente ricostituita e, almeno i piani nobili, messi nuovamente in comunicazione tra loro. 
Nel 1916 l'edificio passò alla famiglia Lensi Nencioni e poco dopo, nel 1921, quando la porzione che qui interessa era già stata nuovamente separata e divisa in appartamenti, la proprietà fu alienata a diversi proprietari. 
L'edificio è stato oggetto di un intervento di ristrutturazione e restauro tra il 2009 e i primi mesi del 2010, durante il quale, per quanto riguarda gli esterni, sono state portate in luce, con la demolizione e il successivo rifacimento degli intonaci, ampie porzioni dell'antico apparecchio murario in pietra, compresi degli archi terreni e altre aperture poi tamponate. Il palazzo è sottoposto a vincolo architettonico dal 1964.
Fino al 2022, nei sotterranei con accesso da via de' Bardi ha avuto sede lo storico night club "Montecarla".

## Descrizione
L'edificio si articola in tre piani, uno dei quali è un mezzanino, separati da fasce marcapiano e coronati da un'altana, tamponata in data imprecisata. Nel lato su via de' Bardi fu individuata da Andrea Cecconi l'abitazione del giovane scrittore Giovanni Papini tra il 1909 e il 1910 (che invece altri collocano al numero 12 della via). Così ricorda l'appartamento all'ultimo piano l'amico Alberto Viviani: "Una vecchia casa quasi in faccia al principio di Costa Scarpuccia a un quinto piano sopra i tetti. Una casa modestissima che pareva proprio il nido adatto per 'Gianfalco' come egli ai tempi del 'Leonardo' amava firmarsi (...). Il suo unico studio era una stanzetta molto angusta, più lunga che larga con l'unica finestra a livello d'un tetto. Un abbaino poco distante limitava la vista e si scorgeva a malapena a destra un ciuffo d'alberi lontani e a sinistra un pezzo di cielo rigato da qualche parafulmine e da una raggiera di fili elettrici".